# Greiz
Greiz (česky původně Krajec) je město v jihovýchodoněmeckém Durynsku, při státní hranici se Saskem a s Českem. Je okresním městem zemského okresu Greiz a střediskem jižní části okresu.

## Geografie
Město leží v údolí řeky Bílý Elster v durynském Vogtlandu. Pro jeho atraktivní polohu v kotlině a četné historické a umělecké památky se mu přezdívá „Perla Vogtlandu“. Greiz byl sídlem knížectví Reuss starší linie rodu, které existovalo jako nezávislý spolkový stát v Německé říši až do roku 1918 a bylo ovládáno rodem Reussů. Od roku 1922 do roku 1950 byl Greiz nezávislým městem ve spolkové zemi Durynsko.
- Město sestává z deseti místních částí: Greiz (Kernstadt, Altstadt, Neustadt), Gommla, Kurtschau, Moschwitz, Neumühle/Elster, Obergrochlitz/Caselwitz, Raasdorf, Reinsdorf, Sachwitz/ Dölau/Rothenthal a Untergrochlitzz.

- Sousední obce v zemském okrese Greiz: Zeulenroda-Triebes, Langenwetzendorf, Mohlsdorf-Teichwolframsdorf, Berga/Elster

## Historie

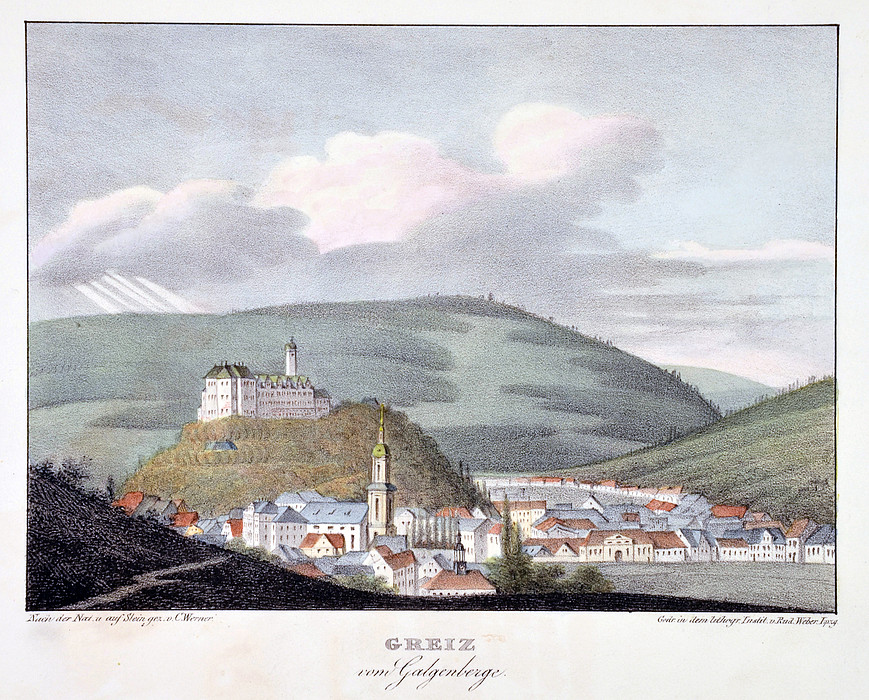
Pohled na město z Galgenbergu, 1838

Údolí bylo osídleno od pravěku, archeologické nálezy vypovídají o Keltech, Germánech, od 7. do 12. století zde žili Slované, vystavěli si hradiště zvané Gradec.
V roce 1225 první kamenný hrad vystavěli Reussové z Weidy. Od roku 1306 se majitelem hradu a panství stal Jindřich II. Reuss z Plavna a jeho rod zde vládl až do novověku. Roku 1486 byla zvolena první městská rada a založena radnice.
V roce 1802 město vyhořelo, bylo zničeno 430 domů. Po té začala výstavba průmyslových podniků, počínaje textilkou, papírnou a chemičkou, následována výstavbou obytných domů ve stylu klasicismu a historismu, dovršená kolem roku 1900 secesními domy a vilami. Roku 1865 bylo město připojeno k železniční trati Sasko-Brno, roku 1879 postaveno současné nádraží, do něhož přijíždějí také vlaky turistické přeshraniční dopravy z Česka.
Šťastnou shodou okolností město prošlo oběma světovými válkami bez bombardování a zásadních demolic a jeho historické jádro zůstalo uchováno.
Za druhé světové války zde nacisté zřídili pracovní tábor a věznici, do zdejší nemocnice byli vězni v programu Aktion T4 dopravováni na eutanázii. 102 obětí je pohřbeno na Starém hřbitově.

## Ekonomika
Kromě chemických závodů a vyřazené papírny dosud fungují strojírny, podnik lékařské techniky, zpracování plastu a dřevozpracující závod, dodavatelé pro automobilový průmysl, tiskárna a pivovar. V posledních letech se rozvinuly high-tech podniky (senzorová technologie, simulátory klimatu, výroba mikročipů) a společnosti zabývající se ekologickými technologiemi. Kromě toho město prosperuje z turistického ruchu.

## Památky
- Horní zámek
- Dolní zámek
- Letní palác (1781-1791)
- městský kostel Panny Marie - tribunový, barokní z roku 1757
- Stará papírna
- Göltzschtalbrauerei - bývalý pivovar, industriální architektura, nyní kulturní centrum
- Nádraží (1879)

## Slavné osobnosti
- Karel Stamic (1745-1801), český hudební skladatel, žil zde s rodinou
- Otto Benndorf (1838–1907), zdejší rodák, klasický archeolog, profesor Karlo-Ferdinandovy univerzity v Praze

## Partnerská města
- Bad Homburg vor der Höhe, Hesensko
- Rokycany, Česko
- Rosenheim, Bavorsko
- Saint-Quentin, Francie
- Widdern, Badensko-Württembersko

## Galerie

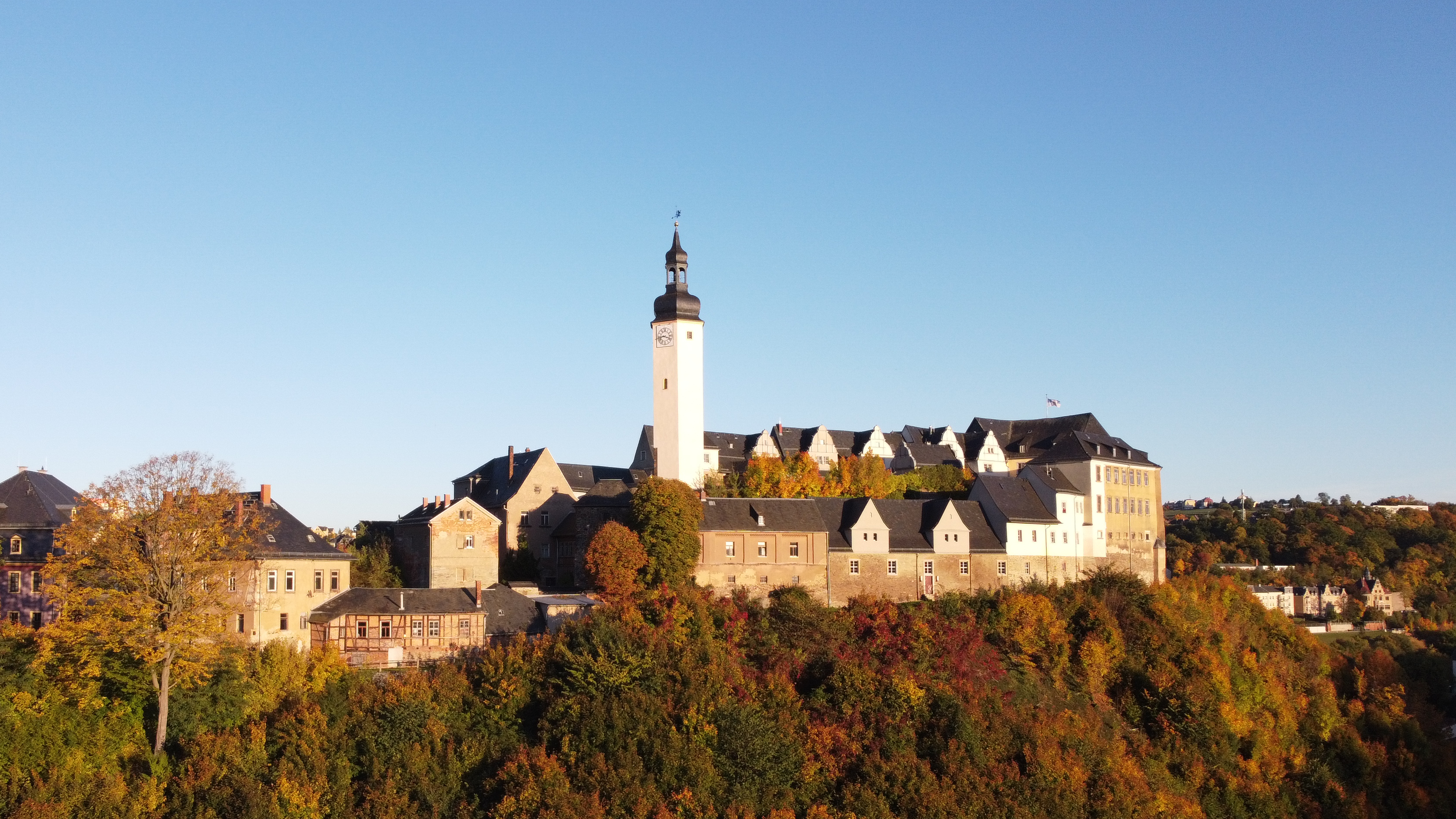
Letecký pohled na město
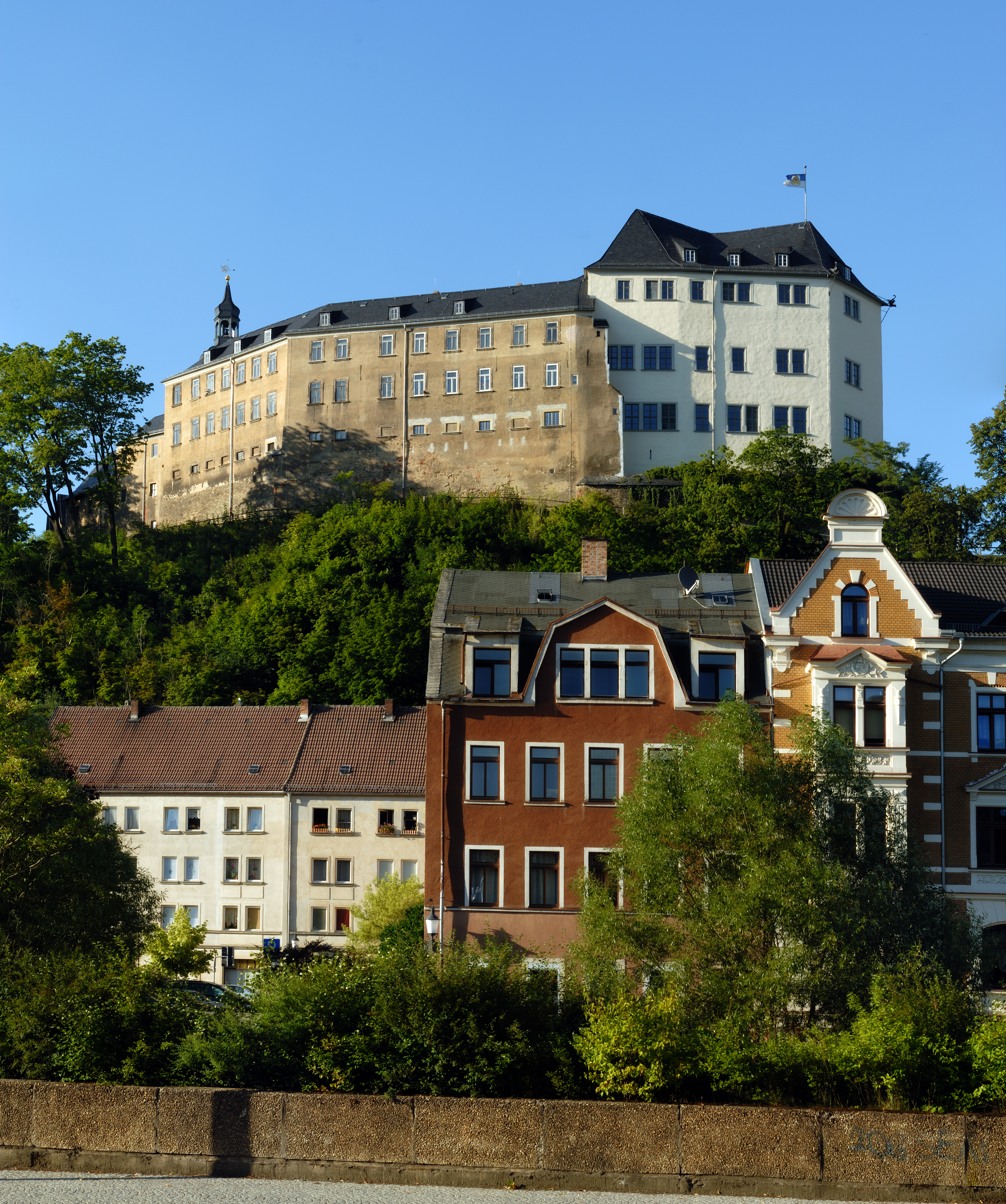
Horní zámek
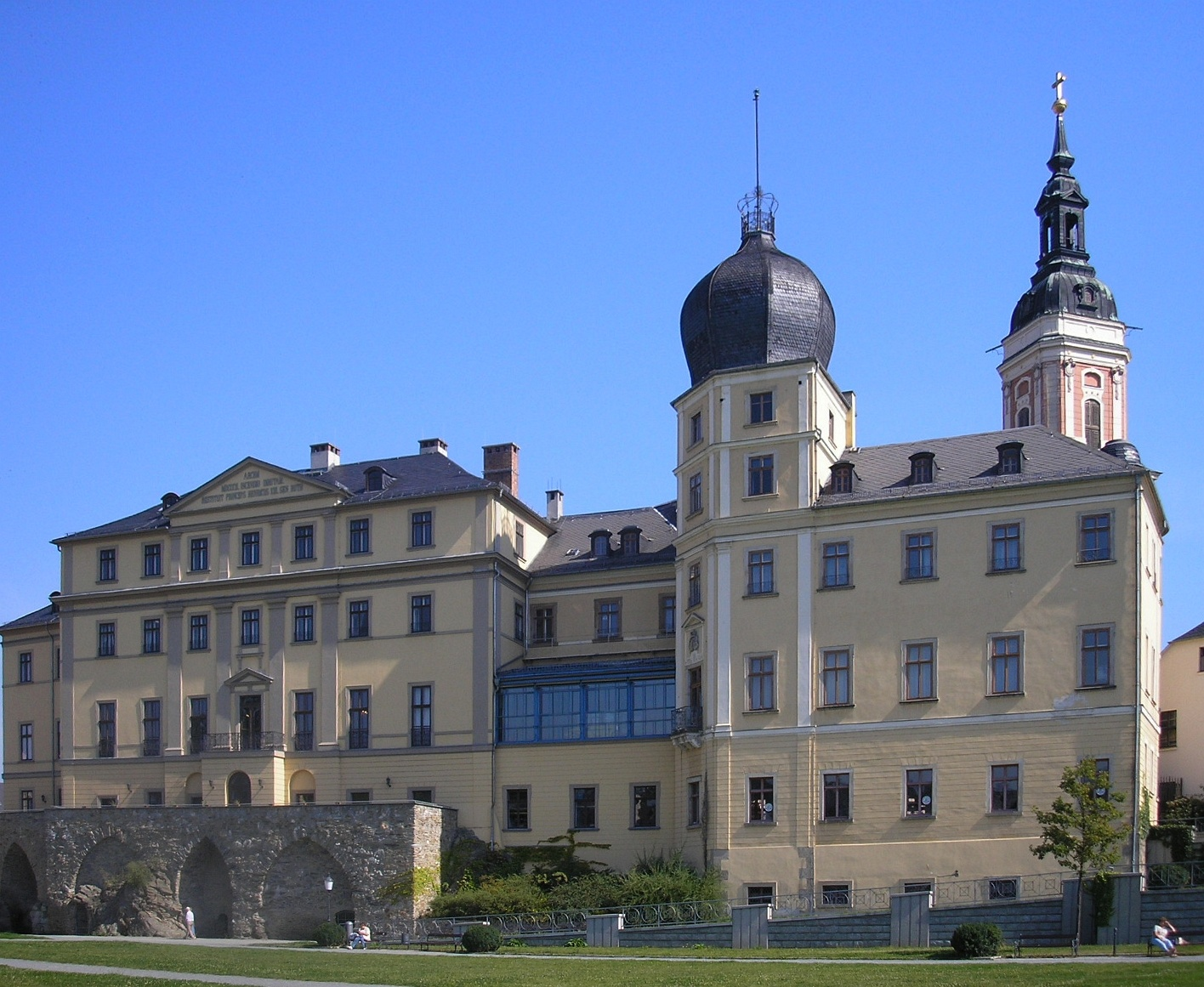
Dolní zámek a věž kostela Panny Marie
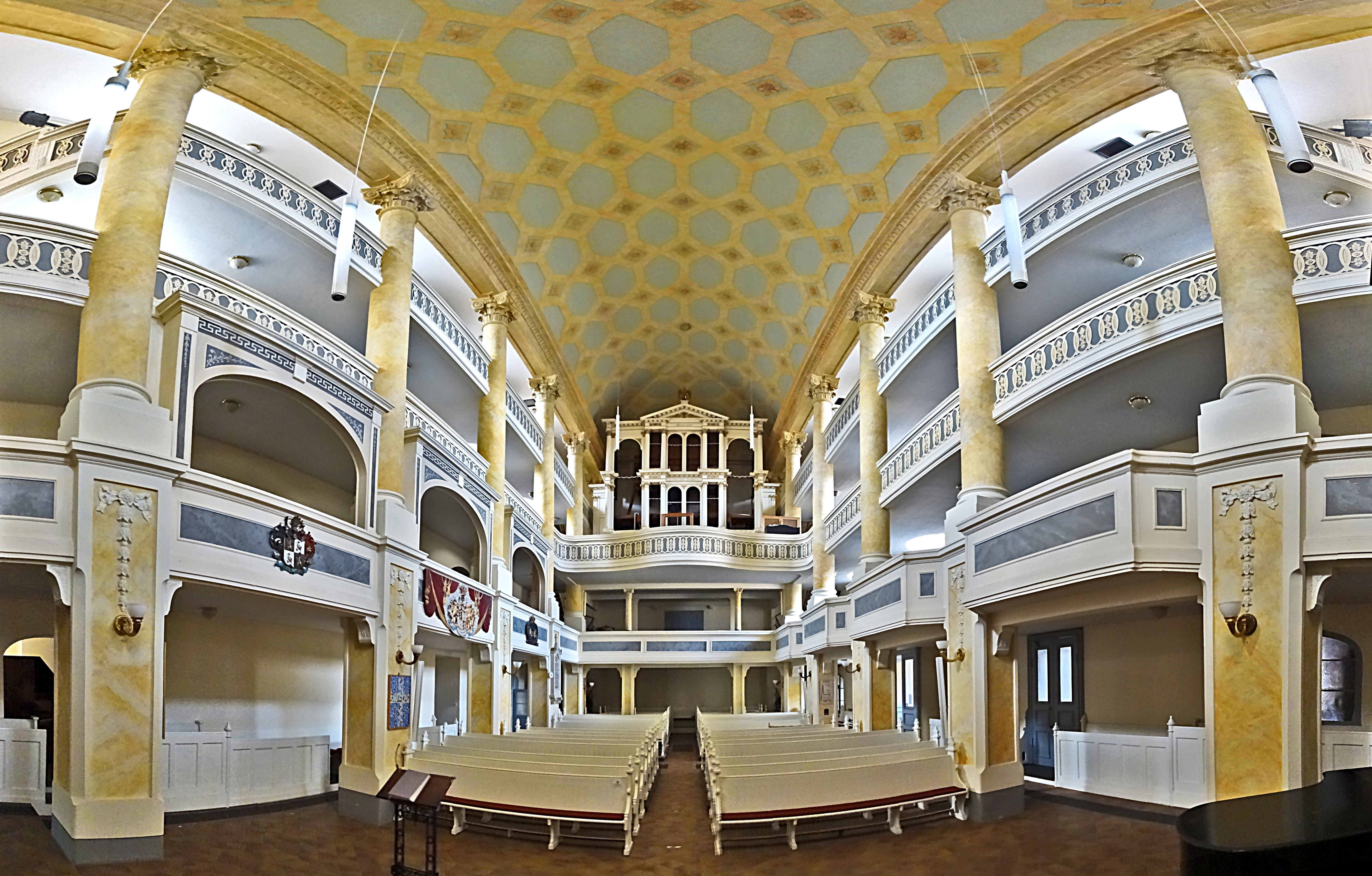
Interiér kostela Panny Marie
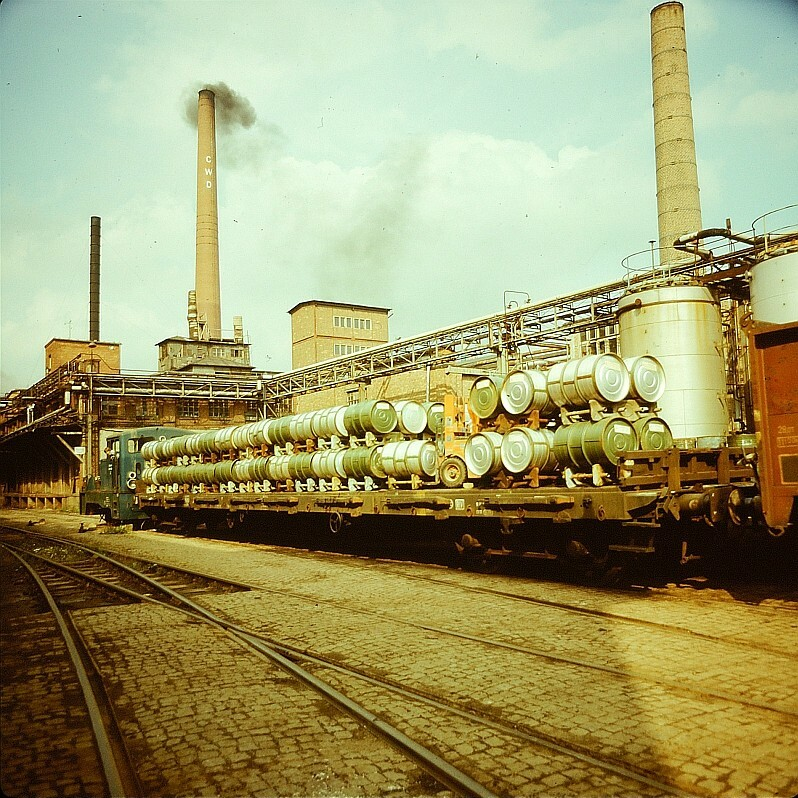
Chemička v Greiz-Dölau
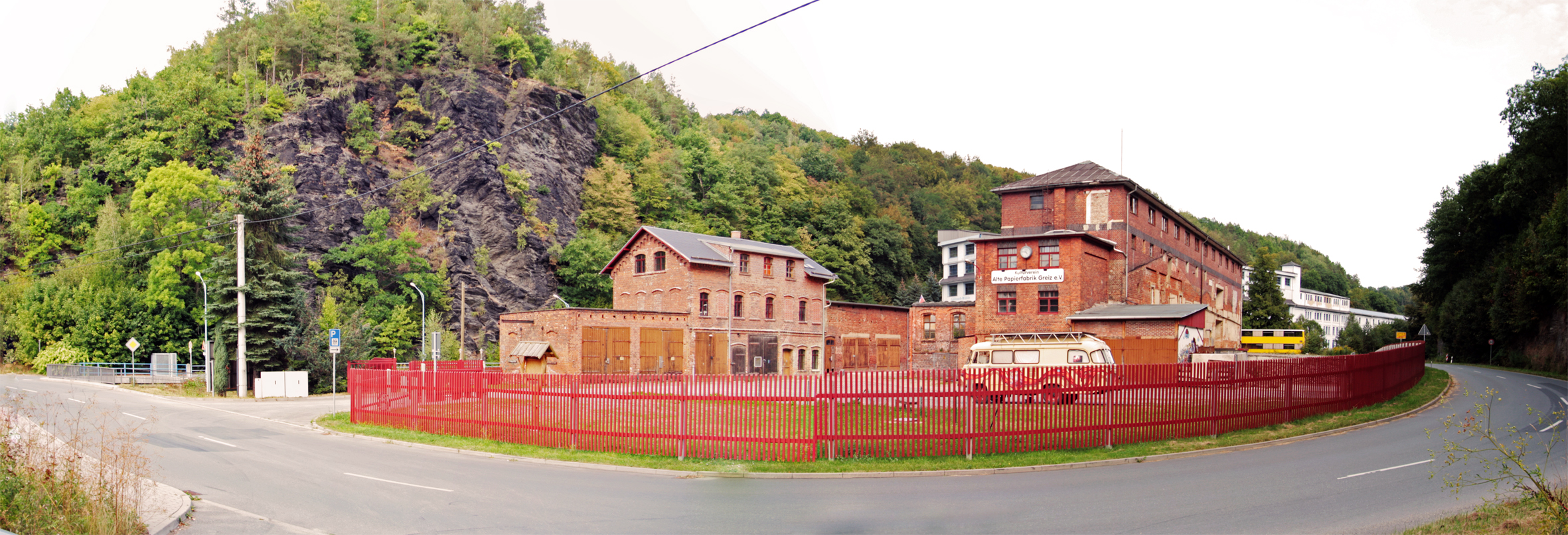
Stará papírna
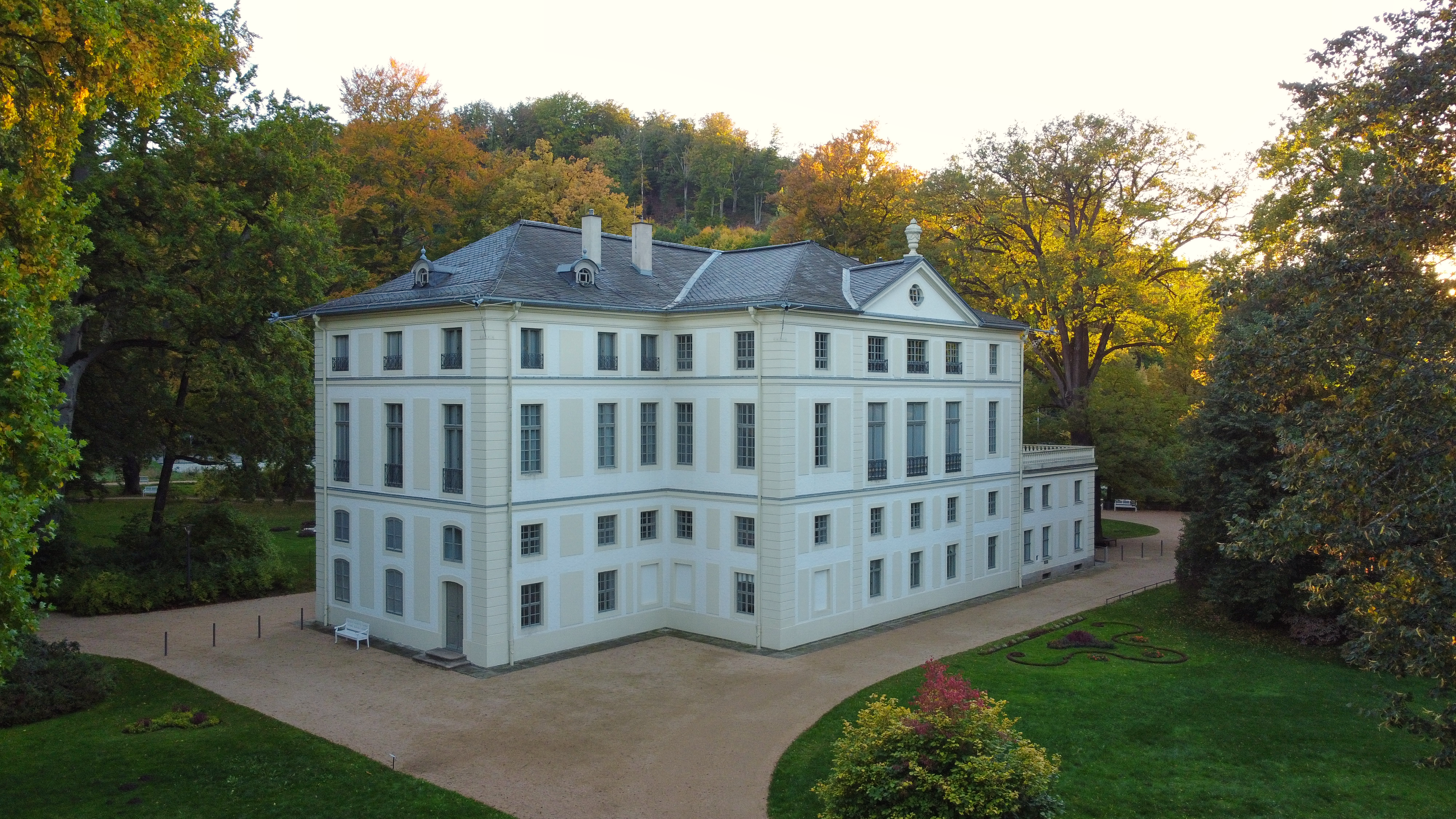
Letní palác
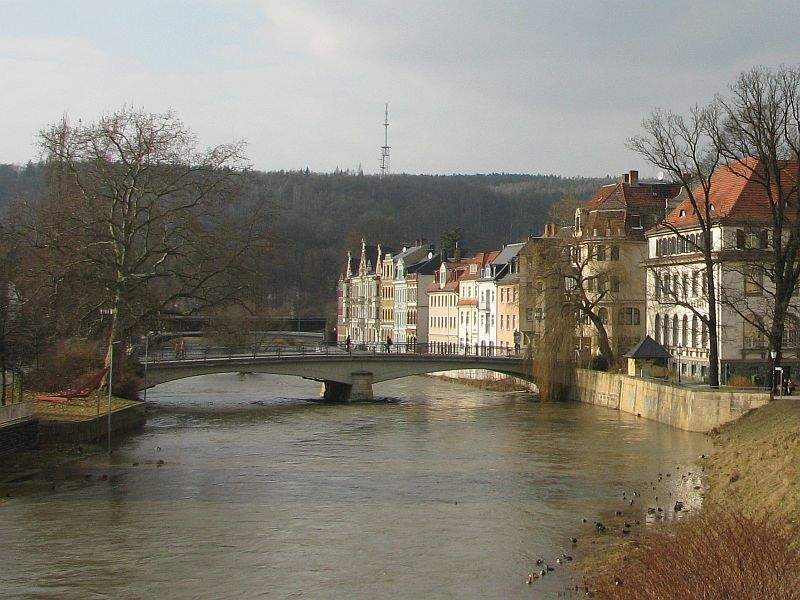
Řeka Bílý Elster
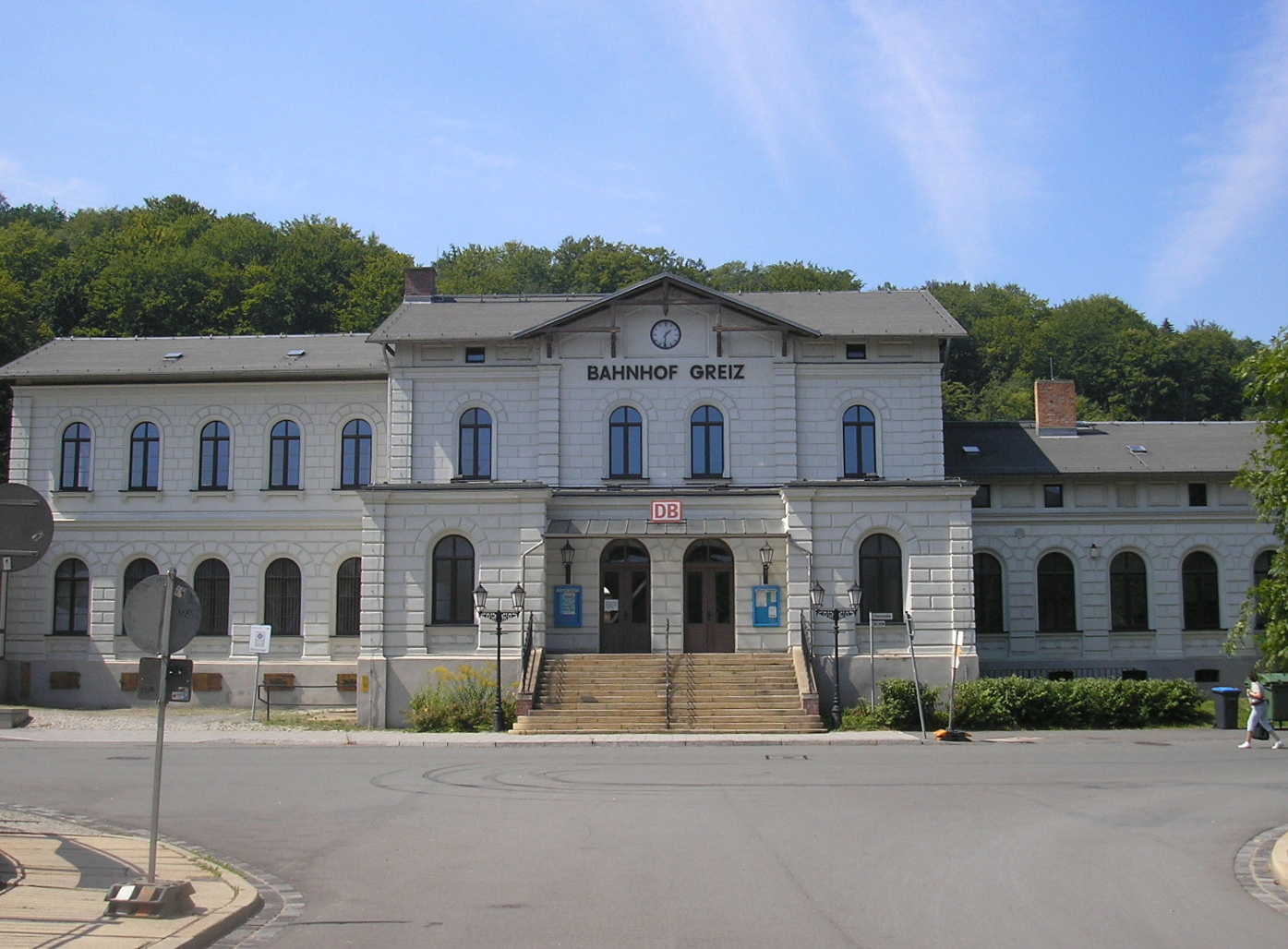
Nádraží